# Jackie Wilson
Jackie Wilson (9. června 1934 – 21. ledna 1984) byl americký soulový zpěvák, přezdívaný Mr. Excitement. V patnácti opustil střední školu a dvakrát byl zavřen do nápravného zařízení pro nezletilé. Během svého druhého pobytu zde se naučil boxu a v šestnácti se začal účastnit amatérských soutěží. Ve svých sedmnácti letech se oženil a narodilo se mu první dítě. V té době se na nátlak matky vzdal boxu a začal se věnovat hudbě. Působil v několika kapelách a roku 1957 podepsal smlouvu s vydavatelstvím Brunswick Records jako sólový umělec. Ještě toho roku vydal svůj první singl „Reet Petite“. Následovala řada dalších singlů. Roku 1961 byl postřelen fanynkou, ale ze zranění se zotavil. Dne 29. září 1975 při vystoupení (uprostřed písně „Lonely Teardrops“) dostal infarkt myokardu. Následně upadl do kómatu, z něhož se probral počátkem roku 1976, avšak po chvíli opět do kómatu upadl. Zemřel roku 1984 na zápal plic ve věku 49 let. V roce 1987 byl uveden do Rock and Roll Hall of Fame. Časopis Rolling Stone jej zařadil na 26. příčku žebříčku sta nejlepších zpěváků všech dob.